# Jardim Botânico da Universidade de Cambridge
O Jardim Botânico da Universidade de Cambridge é um jardim botânico localizado no Sul da cidade de Cambridge, Inglaterra, precisamente entre a porção oeste da Trumpington Road com a Hills Road à Leste, próximo à estação de trem da cidade. O jardim se estende por uma área de 16 hectares. A topografia é praticamente toda plana, mas o esquema de plantio torna-o bastante atraente. O conjunto de plantas é não apenas importante como uma coleção científica mas também é bastante apreciado pelos entusiastas em jardinagem. Considerado um oásis de tranquilidade na cidade, onde muitos moradores que trabalham eu seus arredores costumam frequentar o jardim para descansar durante a pausa no horário de almoço em suas repartições de trabalho.
O Jardim foi criado para a Universidade de Cambridge em 1831 pelo Professor John Stevens Henslow, talvez melhor conhecido hoje por ter sido um dos professores do naturalista Charles Darwin. Foi aberto ao público pela primeira vez em 1846.